# Édouard Lartet

Baton de commandement du Magdalénien collection Lartet – Museu de Toulouse

Édouard Lartet (Castelnau-Barbarens, 15 d'abril de 1801 - Seissan, 28 de gener de 1871), va ser un geòleg i arqueòleg francès. Va fer estudis de Dret a Tolosa i ben aviat s'interessà pels treballs arqueològics de Cuvier.
El 1834 va identificar 90 gèneres de fòssils de mamífers i rèptils al jaciment del terciari de Sansan. El 1836 descobreix el primer gran primat fòssil el pliopitec i dedueix la contemporaneïtat de l'home amb animals extints gràcies a l'estudi dels jaciments de Massat i Aurinhac. El 1861 proposa una cronologia del quaternari basada en els animals fòssils que s'hi troben (actualment no s'utilitza excepte l'edat del ren en alguna ocasió). A partir de 1863, treballa amb Henry Christy a diversos jaciments del Perigord, com Lo Mostièr, Laugerie-Basse i La Madeleine. En aquest darrer troben la prinmera mostra d'art prehistòric. El seu fill Louis Lartet també va ser arqueòleg.

## Principals obres
- É. Lartet, « Sur l'ancienneté géologique de l'espèce humaine dans l'Europe occidentale », Compte-rendu de l'Académie des Sciences, L, séance du 19. 03. 1860.
- É. Lartet et H. Christy, « Sur des figures d'animaux gravées ou sculptées et autres produits d'art et d'industries rapportables aux temps primordiaux de la période humaine », Revue archéologique, IX, 1864.
- É. Lartet et H. Christy, Reliquiae Aquitanicae, 1865-1875.